# Java Development Kit
Java Development Kit (JDK) significa Kit de Desenvolvimento Java, e é um conjunto de utilitários que permitem criar sistemas de software para a plataforma Java. É composto por compilador e bibliotecas.
O Java Development Kit (JDK) é qualquer implementação da Plataforma Java Standard Edition, Plataforma Java Enterprise Edition ou Plataforma Java Micro Edition lançada pela Oracle Corporation na forma de um produto binário destinado a Desenvolvedores Java no Solaris, Linux, macOS ou Windows. O JDK inclui uma JVM privada e alguns outros recursos para concluir o desenvolvimento de um aplicativo Java. Desde a introdução da plataforma Java, tem sido de longe o mais amplamente utilizado Software Development Kit (SDK). Em 17 de novembro de 2006, a Sun anunciou que iria lançá-lo sob a GNU General Public License (GPL), tornando-se software livre. Isso aconteceu em grande parte em 8 de maio de 2007, quando a Sun contribuiu com o código-fonte para o OpenJDK.